# بی‌شرم (فیلم ۲۰۰۸)
بی‌شرم (چکی: Nestyda) فیلمی در ژانر کمدی به کارگردانی یان هژبیک است که در سال ۲۰۰۸ منتشر شد. از بازیگران آن می‌توان به یرژی ماخاچک، ویتسا کرکش، توماس هاناک، هانا هگرووا، نینا دیویشکووا و کارل گوت اشاره کرد.